# Duck Dodgers in the 24½th Century
Duck Dodgers in the 24½th Century is een Amerikaans 7-minuten durend animatiefilmpje van Merrie Melodies, uitgebracht op 25 juli 1953. Het filmpje is een parodie op Buck Rogers, met in de hoofdrollen de Looney Tunes-personages Daffy Duck (als ruimteheld Duck Dodgers), Porky Pig en Marvin the Martian.
In 1994 werd het filmpje verkozen op de vierde plaats in de lijst van The 50 Greatest Cartoons. In 2004 kreeg het filmpje een Hugo Award voor “Best Dramatic Presentation”.

## Geschiedenis
Het filmpje werd geregisseerd door Chuck Jones (op de aftiteling vermeld als Charles M. Jones). Het verhaal werd geschreven door Michael Maltese. De stemmen van alle drie de personages in het filmpje werden gedaan door Mel Blanc.
De muziek van het filmpje werd gecomponeerd door Carl Stalling. De animatie werd verzorgd door Lloyd Vaughan, Ken Harris en Ben Washam, met Harry Love voor de effecten.

## Verhaal
Duck Dodgers en zijn assistent zijn op zoek naar het zeldzame element Illudium Phosdex, "het scheerschuimatoom." Dit element is in deze tijd alleen nog te vinden op de mysterieuze "Planeet X", die Dodgers per ongeluk vindt als hij een pad volgt via planeten A, B, C enz.
Dodgers is niet de enige die op weg is naar de planeet. Ook Marvin the Martian wil de planeet bereiken om deze te veroveren voor Mars. Beiden arriveren tegelijk op de planeet, waarna ze elkaar af proberen te troeven om de planeet als eerste te claimen. Na een reeks nederlagen van beide personages, besluiten zowel Dodgers als Marvin om het schip van de ander op te blazen. De twee blazen echter per ongeluk de hele planeet op.

## Stemmen
| Acteur                                                                    | Personage |
| ------------------------------------------------------------------------- | --------- |
| Mel Blanc als Duck Dodgers / Porky Pig / Marvin the Martian / Dr. I.Q. Hi |           |

## In populaire cultuur
- Een fragment van het tekenfilmpje is te zien in de film "Close Encounters of the Third Kind" (1977)

## Vervolgen
- Duck Dodgers and the Return of the 24½th Century (1980).
- Tiny Toon Adventures: "Duck Dodgers Jr.", onderdeel van de aflevering "The Return of the Acme Acres Zone" (1990)
- Marvin the Martian in the Third Dimension (1996), een 3D-film.
- Attack of the Drones (2003).
- Duck Dodgers (2003-2005), televisieserie op Cartoon Network.